# Marinus Piepers
Marinus Piepers (Middelburg, 19 november 1771 - 's-Gravenhage, 24 januari 1861) was een Nederlands kunstschilder, ambtenaar en politicus ten tijde van de Bataafse Republiek en onder de koningen Willem I en II. Het leger loopt als een rode draad door zijn (in ieder geval vroege) carrière.
Piepers, opgeleid tot kunstschilder, werd eind achttiende eeuw in de patriottentijd actief in de politiek/ambtenarij, waarbij hij bij de patriotten hoorde. Hij begon als secretaris van een commissie die zorg droeg voor de Franse troepen die in zijn geboortestad Middelburg gelegerd waren, maar een jaar later was hij al opgeklommen tot betaalmeester voor heel Zeeland en in 1797 werd hij representant in het gewestelijk bestuur, en een jaar later, na weer een revolutie en nieuwe grondwet, financieel administrateur.
In 1800 werd Piepers aangesteld als hoofdcommies bij het departement van oorlog, en in 1804 stond hij aan het hoofd van het bureau tot betaling van het leger op landelijk niveau. Na wat financieel-administratieve functies van kortere duur, werd hij in 1806 voor de duur van anderhalf jaar secretaris-generaal van het departement van Oorlog, tot de inlijving in het Franse Keizerrijk. Hij werd in 1811 voor de taak gesteld om de liquidatie van het Hollandse ministerie van Oorlog af te wikkelen, maar al vroeg na de terugkeer van de Oranjes in Nederland stond hij het nieuwe gezag bij als (eerst nog ambteloos) adviseur. Later nam hij diverse ambten op zich, eerst als lid van de Algemene Rekenkamer en buitengewoon lid van de Raad van State, maar ook voor drie jaar als inspecteur-generaal van de legeradministratie (niet volgens iedereen even succesvol. In 1818 werd hij gepromoveerd tot secretaris van staat op het ministerie van Oorlog (de kroonprins vervangend), maar slechts voor korte tijd.
Hij werd benoemd tot (nu algemeen) lid van de Raad van State, in welke functie hij onder meer lid was van de Grondwetscommissie van 1831 (die niet tot een daadwerkelijk resultaat kwam anders dan een rapport). In 1841 werd hij benoemd als lid van de Eerste Kamer en trad hij af als Staatsraad (nog dezelfde dag werd zijn zoon Willem lid van de Raad van State). Hij nam deel in diverse commissies, en stemde in 1848 voor de grondwetsherziening.
Piepers is benoemd tot Ridder in de Orde van de Unie (1808), Orde van de Reünie en commandeur in de Orde van de Nederlandse Leeuw (1818).